# حسن راغب
حسن راغب (انگلیسی: Hassan Raghab؛ زادهٔ ۱ ژانویهٔ ۱۹۰۹) یک بازیکن فوتبال اهل مصر بود.

## تیم ملی
وی عضو تیم ملی فوتبال مصر در جام جهانی فوتبال ۱۹۳۴ بوده است.